# Barker–Karpis-banda
A Barker–Karpis-banda a nagy gazdasági világválság idején tevékenykedő bűnszervezet volt az Amerikai Egyesült Államokban. Nevét vezetőiről, Fred Barkerről és Arthur Barkerről, illetve Alvin Karpisról kapta. A banda 1931 és 1935 között működött, tagjainak száma elérte a 25-öt. Elsősorban bankrablásokat és emberrablásokat követtek el, de gyilkosság is szárad a lelkükön. A bandához tartozott a Barker fivérek anyja, Ma Barker is, aki ugyan tudott a bűncselekményekről, de valószínűleg nem vett részt bennük.

## Tevékenysége

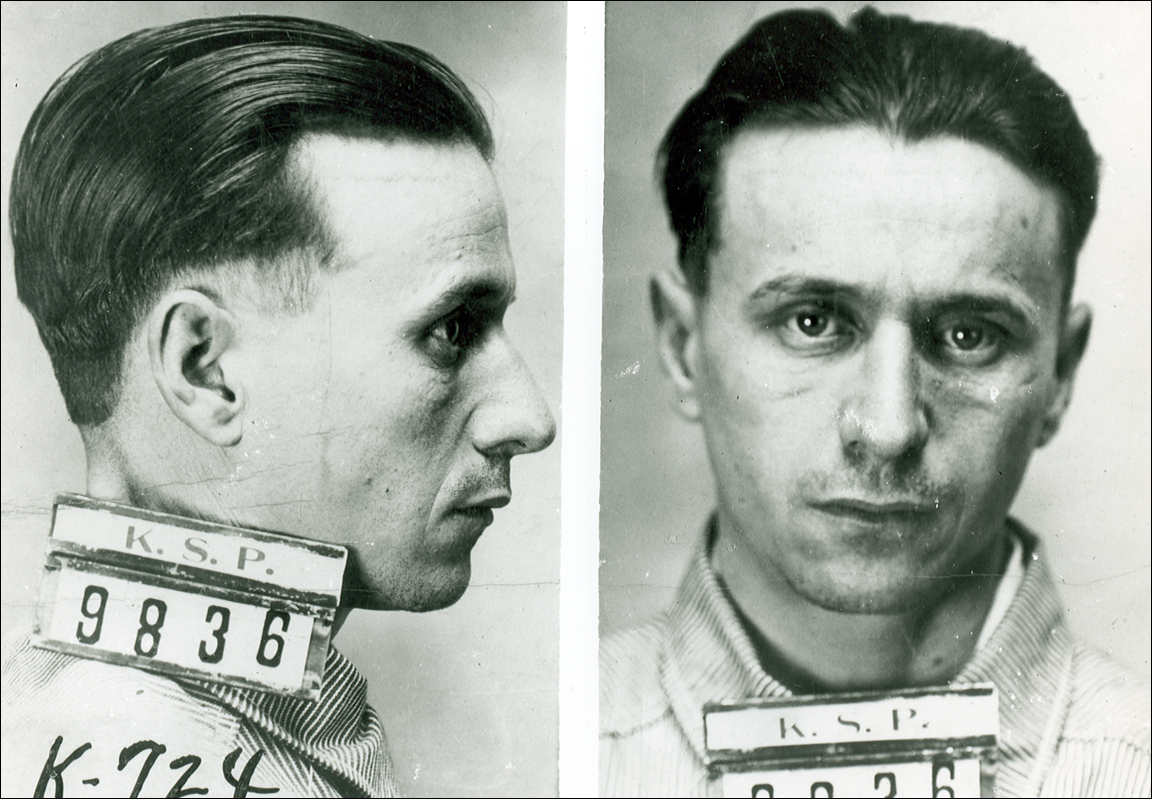
Fred Barker

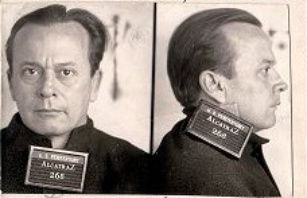
Arthur Barker

A bandát 1931 márciusában az oklahomai Tulsában alapította Fred Barker és Alvin Karpis, akik a lansingi börtönben ismerkedtek meg. 1932-ben csatlakozott hozzájuk Arthur „Doc” Barker. 1933 nyaráig elsősorban bankrablásból éltek, ekkor úgy döntöttek, áttérnek az emberrablásra, mert a pénzintézetek, pénzszállítók elleni támadások túlságosan kockázatosak lettek. A bandát a két Barker és Karpis vezette, a szervezetnek több ideiglenes tagja is volt, köztük Fred Goetz és Volney Davis.
1931. november 8-án Fred Barker meggyilkolt egy arkansasi rendőrt, Manley Jacksont. Karpis és Fred Barker 1931. december 19-én megölte C. Roy Kelley seriffet, aki egy West Plains-i rablásuk ügyében nyomozott. Emiatt a banda Missouriból a minnesotai St. Paulba tette át székhelyét. 1932 áprilisában végeztek Ma Baker barátjával, egy Arthur Dunlap vagy Dunlop nevű férfival, akiről úgy gondolták, hogy „eljárt a szája”. December 16-án Fred és Arthur Barker, illetve Alvin Karpis kirabolta a minneapolisi Third Northwestern National Bankot. Eközben lelőttek két rendőrt - Ira Leon Evanst és Leo Gorskit -, valamint egy civilt. 1933. szeptember 22-én megöltek egy chicagói rendőrt, Miles A Cunninghamet.
1933-ban elrabolták William Hamm minnesotai sörgyárost, akiért százezer dollár váltságdíjat kaptak. Röviddel ezután egy minnesotai bankárt, Edward Bremert rabolták el, akiért 200 ezer dollár ütötte a markukat. Az akciót Karpis irányította. Ez a bűncselekményük vezetett a banda bukásához, ugyanis az elrabolt férfi apja az akkori elnök, Franklin D. Roosevelt barátja volt. Az elnök híres kandallós beszélgetéseinek egyikében megemlítette a történteket, és a kitüntetett elnöki figyelem, valamint a Lindbergh-ügy arra késztette a Szövetségi Nyomozóirodát, hogy minden eszközzel fellépjen az emberrablók ellen. Az FBI létrehozott egy külön egységet a közellenségek levadászására. 1934. november 27-én egy tűzharcban halálos sebet kapott Baby Face Nelson, az akkori egyes számú közellenség. Másnap Alvin Karpist nyilvánították a legkeresettebb bűnözőnek, és az FBI teljes erejével a bandája ellen fordult.

## Bukása
1934 márciusában az Illinois-i Ciceróban konkurens gengszterek lelőtték a banda egyik tagját, George Zieglert, majd 1935. január 6-án William Harrisont saját társai ölték meg. Két nappal később letartóztatták Arthur Barkert és Byron Boltont, Russel Gibsont pedig lelőtték a nyomozók. Az FBI-ügynökök a Barkernél talált térkép alapján rájöttek, hogy a banda többi tagja a floridai Ocklawahában bujkálhat. Hamarosan behatárolták, hogy melyik házban rejtőzködhetnek Blackburn álnéven, mivel a Barkertől elvett egyik levélben szerepelt egy, a környéken híres aligátor, Gator Joe neve. Január 16-án megrohamozták az ingatlant. Csak Fred és Ma Barker volt otthon, őket hosszú tűzharcban lelőtték. Ma Barkerrel egyetlen lövés végzett, míg fia több találatot is kapott. Ezzel nagyjából egy időben Atlantic Cityben majdnem lelőtték Alvin Karpist. A bűnöző további 16 hónapon át menekült, közben részt vett egy páncélautó és egy vonat kirablásában. 1936. május 1-jén fogták el New Orleansban.

## Ma Barker
A történészek megkérdőjelezik azt a népszerű képet, miszerint Ma Barker bűnözői lángelme volt. Azt a feltételezést, hogy Ma Barker részt vett a halálát okozó tűzharcban, szintén szkeptikusan fogadják. Sokan, köztük Karpis is azt vallották, hogy a mítosz elterjedését John Edgar Hoover bátorította, ezzel igazolva a tényt, hogy az FBI lelőtt egy idős nőt. Halála után Hoover úgy jellemezte Ma Barkert, hogy ő volt „az elmúlt évtized legromlottabb, legveszélyesebb és legtalálékonyabb bűnözői elméje”. Azt is állította, hogy Ma Barker élvezte azt az életstílust, amely fiai bűnöző tevékenységének következménye volt, és feltehetően számos szeretőt tartott. Az biztos, hogy a nő tudta, fiai mivel foglalkoznak, de arra nincs bizonyíték, hogy maga is részt vett volna a bűncselekmények elkövetésében. Szerepe valószínűleg az volt, hogy gondját viselje a banda tagjainak, akik gyakran moziba küldték, amikor rabolni indultak.

## Fordítás
- Ez a szócikk részben vagy egészben  a   Barker-Karpis gang című angol Wikipédia-szócikk fordításán alapul.  Az eredeti cikk szerkesztőit annak laptörténete sorolja fel. Ez a jelzés csupán a megfogalmazás eredetét és a szerzői jogokat jelzi, nem szolgál a cikkben szereplő információk forrásmegjelöléseként.